# Superman (chanson de Crystal Kay)
Pour les articles homonymes, voir Superman (homonymie).
Ne doit pas être confondu avec Superman (chanson d'Eminem).
Singles de Crystal Kay
Journey ~Kimi to Futari de~
(2010) Delicious na Kinyoubi / Haru Arashi
(2012)
Superman est le 27esingle de la chanteuse Crystal Kay sorti sous le label Universal Music Japan le 7 décembre 2011 au Japon. Il sort le même jour que la compilation Love Song Best. Il arrive 55e à l'Oricon et reste classé 3 semaines.
Superman a été utilisé comme thème musical pour le drama Boku to Star no 99 Nichi, tandis que Love Road a été utilisé comme thème musical pour la publicité Watabe Wedding Corp. Superman se trouve sur l'album Vivid.

## Liste des titres
| 1. | Superman                 |  |
| 2. | Love Road                |  |
| 3. | Superman -Piano ver.     |  |
| 4. | Superman (Instrumental)  |  |
| 5. | Love Road (Instrumental) |  |

| 1. | Superman (Music Video) |  |
| 2. | Superman (Making of)   |  |